# Hochplatte (Achenkirch)
Die Hochplatte, auch Achenkircher Hochplatte, ist ein 1813 m ü. A. hoher Gipfel im Vorkarwendel, der zur Gebirgsgruppe des Karwendel in den Nördlichen Kalkalpen gehört. Sie befindet sich westlich von Achenkirch am Achensee.

## Zustiege
Der Gipfel ist von Achenkirch in rund dreieinhalb Stunden über die Bründlalm und die Jochalm zu erreichen. Rund eine halbe Stunde entfernt befindet sich östlich unter dem Gipfel die Seewaldhütte (1582 m ü. A.) der Sektion Achensee des Deutschen Alpenvereins. Weitere Aufstiegsvarianten: über die Falkenmoosalm sowie über einen Pfad von Westen ab der Rotwandlhütte (1528 m ü. A.) unterhalb des Juifen. Im Winter wird die Hochplatte im Rahmen von Ski- bzw. Schneeschuhtouren bestiegen.